# Webster County, Mississippi
Webster County är ett administrativt område i delstaten Mississippi, USA, med 10 253 invånare. Den administrativa huvudorten (county seat) är Walthall.

## Geografi
Enligt United States Census Bureau har countyt en total area på 1 096 km². 1 094 km² av den arean är land och 2 km² är vatten.

### Angränsande countyn
- Calhoun County - nord
- Chickasaw County - nordost
- Clay County - öst
- Oktibbeha County - sydost
- Choctaw County - syd
- Montgomery County - väst
- Grenada County - nordväst